# Уокен, Кристофер
Кри́стофер Уо́кен (англ. Christopher Walken, при рождении Рональд Уо́кен (англ. Ronald Walken); род. 31 марта 1943) — американский актёр. Лауреат премий «Оскар» и BAFTA и награды Американской Гильдии киноактёров, двукратный номинант на премию «Тони», номинант на премию «Золотой глобус».
Один из самых активных голливудских актёров своего поколения, который, по собственному признанию, практически никогда не отвергает предлагаемых ему ролей, рассматривая каждую из них как новый опыт. В течение последних десятилетий он снимался примерно в пяти фильмах ежегодно. За всю свою карьеру снялся более чем в 100 кинофильмах. Уокен смог воплотить огромное количество выразительных второстепенных персонажей, чаще всего отрицательных или вызывающих неприятие, криминальных гениев, зловещих мистических личностей в таких фильмах, как «Чем заняться мертвецу в Денвере», «Бэтмен возвращается», «Сонная лощина», «Вид на убийство».
Уокен дебютировал на телевидении в конце 1940-х — начале 1950-х годов, в возрасте 11 лет, в культовой и самой продолжительной мыльной опере «Направляющий свет». Сам Уокен в течение двух лет (с 1954-го по 1956-й) исполнял роль Майка Бауэра, а уже в 15 успешно дебютировал на театральной сцене, где в дальнейшем воплотит немалое количество ролей, сыграв Гамлета в Шекспировской пьесе «Гамлет» и Ромео Монтекки в «Ромео и Джульетта», а также в пьесах «Кориолан» и «Макбет».
Вершиной его актёрского мастерства считается военная драма «Охотник на оленей», где он сыграл роль американского солдата русского происхождения Ника Чевотаревича. Эта работа принесла Уокену премию «Оскар» в категории «Лучший актёр второго плана», а также номинации на премии BAFTA и «Золотой глобус». Также известен по ролям в фильмах «Криминальное чтиво», «Взрыв из прошлого», «Гнев», «Семь психопатов» и «Эдди „Орёл“». В 2003 году снова номинировался на премию «Оскар», а также получил премию BAFTA и премию Гильдии киноактёров США за роль второго плана в фильме Стивена Спилберга «Поймай меня, если сможешь». Также в активе актёра имеется и две номинации на антипремию «Золотая малина».

## Биография
Родился в Квинсе в немецко-шотландской семье и с детства принимал участие в съёмках телесериалов. В 1961 поступил в Университет Хофстра (где его однокурсницей была Лайза Минелли), но по истечении года отчислился. Одно время он подрабатывал дрессировщиком львов, затем вплоть до 1966 колесил по стране, танцуя в музыкальных ревю. В это время по совету друга сменил имя Рональд на Кристофер. В 1966 дебютировал как драматический актёр в бродвейской постановке «Лев зимой».

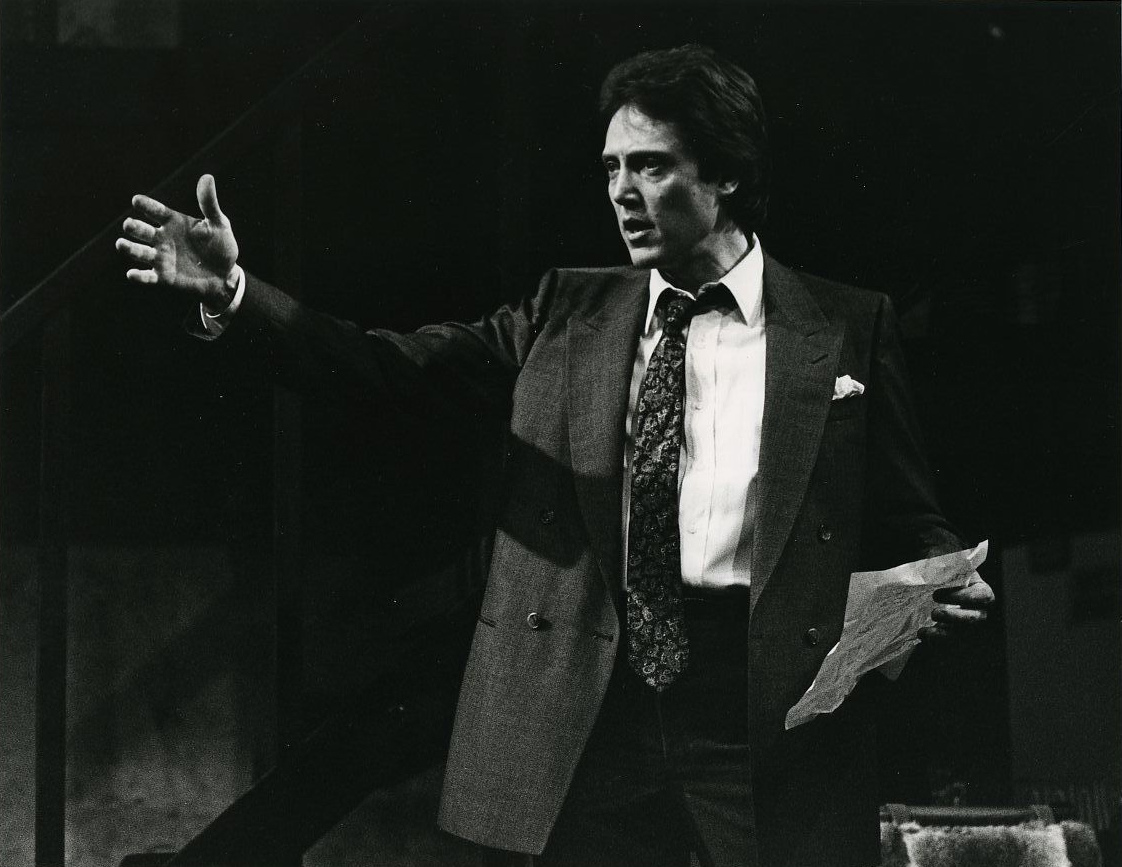
Уокен выступает в театральной постановке «Переполох», 1984 год

В кино с начала 1970-х, однако впервые привлёк внимание критиков почти эпизодической ролью в фильме Вуди Аллена «Энни Холл» (1977). Его следующая работа — роль Никанора Чевотаревича в фильме «Охотник на оленей» (1978) — была удостоена премии «Оскар» за лучшую роль второго плана.
Несмотря на грандиозный провал амбициозно задуманных «Врат рая» в 1980, Уокен продолжал с успехом сниматься в ролях второго плана, зачастую изображая персонажей на грани потери рассудка, таящих подспудную либо явную угрозу: «Мёртвая зона» (1983), «Вид на убийство» (1985), «Король Нью-Йорка» (1990), «Макбэйн» (1991), «Бэтмен возвращается» (1992), «Криминальное чтиво» (1994), «Герой-одиночка», «Похороны» (оба 1996) и другие. Широкую известность получил небольшой эпизод с его участием в фильме «Настоящая любовь» (т. н. «Сицилийская сцена»), где Уокен сыграл в паре с Дэннисом Хоппером.
К середине девяностых Уокен приобрёл репутацию культового актёра в Америке и за её пределами. Он упрочил своё жутковатое реноме ролями в фильмах ужасов: всадника без головы в «Сонной Лощине» (1999) и архангела Гавриила в серии фильмов «Пророчество» (1995—2000). В 2002 году был номинирован на «Оскар» за игру в фильме Стивена Спилберга «Поймай меня, если сможешь».
В последние годы Уокен всё чаще снимается в комедийных ролях («Незваные гости», 2005; «Человек года», 2006; «Семь психопатов», 2012). Также снимается в видеоклипах («Bad Girl», 1993; «Weapon of Choice», 2000).
В 2016 году Уокен озвучил Короля Луи в ремейке мультфильма «Книга Джунглей». Он также записал кавер на песню Луи I Wan’na Be like You.
С января 1969 года женат на Джорджианне Тон. Детей у актёра нет.

## Фильмография

### Кино
| Год  | Название на русском                   | Оригинальное название                                | Роль                            | Примечания              |
| ---- | ------------------------------------- | ---------------------------------------------------- | ------------------------------- | ----------------------- |
| 1956 | —                                     | The Boy Who Saw Through                              | Эрнест                          | короткометражный фильм  |
| 1969 | Я и мой брат                          | Me and My Brother                                    | н/д                             |                         |
| 1970 | Клеопатра                             | Cleopatra                                            | парень                          |                         |
| 1971 | Магнитные ленты Андерсона             | The Anderson Tapes                                   | малыш                           |                         |
| 1976 | Следующая остановка — Гринвич-Виллидж | Next Stop, Greenwich Village                         | Роберт Фалмер                   |                         |
| 1977 | Часовой                               | The Sentinel                                         | детектив Риззо                  |                         |
| 1977 | Энни Холл                             | Annie Hall                                           | Дуэйн Холл                      |                         |
| 1977 | Роузленд                              | Roseland                                             | Рассел                          |                         |
| 1978 | Охотник на оленей                     | The Deer Hunter                                      | Никанор «Ник» Чевотаревич       |                         |
| 1978 | Подстрели солнце                      | Shoot the Sun Down                                   | мистер Рейнбоу                  |                         |
| 1979 | Последнее объятие                     | Last Embrace                                         | Экарт                           |                         |
| 1980 | Врата рая                             | Heaven’s Gate                                        | Нейтан Чемпион                  |                         |
| 1981 | Псы войны                             | The Dogs of War                                      | Джеймс Шеннон                   |                         |
| 1981 | Гроши с неба                          | Pennies from Heaven                                  | Том                             |                         |
| 1983 | Мозговой штурм                        | Brainstorm                                           | Майкл Брейс                     |                         |
| 1983 | Мёртвая зона                          | The Dead Zone                                        | Джонни Смит                     |                         |
| 1985 | Вид на убийство                       | A View to a Kill                                     | Макс Зорин                      |                         |
| 1986 | В упор                                | At Close Range                                       | Брэд-старший                    |                         |
| 1987 | Последний срок                        | Deadline                                             | Дон Стивенс                     |                         |
| 1988 | Война на бобовом поле Милагро         | The Milagro Beanfield War                            | Кирил Монтана                   |                         |
| 1988 | Билокси Блюз                          | Biloxi Blues                                         | сержант Туми                    |                         |
| 1988 | Кот в сапогах                         | Puss in Boots                                        | Кот                             |                         |
| 1988 | Простак                               | Homeboy                                              | Уэсли Пендергасс                |                         |
| 1989 | Общение                               | Communion                                            | Уитли Стрибер                   |                         |
| 1990 | Король Нью-Йорка                      | King of New York                                     | Фрэнк Уайт                      |                         |
| 1990 | Утешение незнакомцев                  | The Comfort of Strangers                             | Роберт                          |                         |
| 1991 | Макбэйн                               | McBain                                               | Роберт Макбэйн                  |                         |
| 1991 | Убийство по-американски               | All-American Murder                                  | Пи Джей Декер                   | сразу на видео          |
| 1992 | Любовница                             | Mistress                                             | Уоррен Зелл                     |                         |
| 1992 | Бэтмен возвращается                   | Batman Returns                                       | Макс Шрек                       |                         |
| 1992 | День расплаты 2                       | Le Grand Pardon II                                   | Паско Мейснер                   |                         |
| 1993 | Настоящая любовь                      | True Romance                                         | Винченцо Кокотти                |                         |
| 1993 | Мир Уэйна 2                           | Wayne’s World 2                                      | Бобби Кан                       |                         |
| 1994 | Деловой роман                         | A Business Affair                                    | Ванни Корсо                     |                         |
| 1994 | Криминальное чтиво                    | Pulp Fiction                                         | капитан Кунс                    |                         |
| 1995 | Зависимость                           | The Addiction                                        | Пейна                           |                         |
| 1995 | Пророчество                           | The Prophecy                                         | архангел Гавриил                |                         |
| 1995 | Найти и уничтожить                    | Search And Destroy                                   | Ким Уландер                     |                         |
| 1995 | Опасная сторона                       | Wild Side                                            | Бруно Бакингем                  |                         |
| 1995 | Чем заняться мертвецу в Денвере       | Things to Do in Denver When You’re Dead              | человек, у которого есть план   |                         |
| 1995 | В последний момент                    | Nick of Time                                         | мистер Смит                     |                         |
| 1996 | Целлулоид                             | Celluloide                                           | Род Гайгер                      |                         |
| 1996 | Баския                                | Basquiat                                             | интервьюер                      |                         |
| 1996 | Похороны                              | The Funeral                                          | Рэймундо «Рэй» Темпио           |                         |
| 1996 | Герой-одиночка                        | Last Man Standing                                    | Хикки                           |                         |
| 1997 | Касание                               | Touch                                                | Билл Хилл                       |                         |
| 1997 | Лишний багаж                          | Excess Baggage                                       | Реймонд Перкинс                 |                         |
| 1997 | Короли самоубийства                   | Suicide Kings                                        | Карло Бартолуччи / Чарли Баррет |                         |
| 1997 | Мышиная охота                         | Mousehunt                                            | дезинсектор Цезарь              |                         |
| 1998 | Пророчество 2                         | The Prophecy II                                      | архангел Гавриил                | сразу на видео          |
| 1998 | Иллюмината                            | Illuminata                                           | Бевалакуа                       |                         |
| 1998 | Отель «Новая роза»                    | New Rose Hotel                                       | Фокс                            |                         |
| 1998 | Поцелуй мумии                         | Trance                                               | дядя Билл Ферритер              |                         |
| 1998 | Муравей Антц                          | Antz                                                 | полковник Короед                | мультфильм; озвучка     |
| 1999 | Взрыв из прошлого                     | Blast from the Past                                  | Келвин Уэббер                   |                         |
| 1999 | Сонная лощина                         | Sleepy Hollow                                        | Всадник без головы              |                         |
| 1999 | Крёстный сынок                        | Kiss Toledo Goodbye                                  | Макс                            |                         |
| 2000 | Пророчество 3: Вознесение             | The Prophecy 3: The Ascentt                          | архангел Гавриил                | сразу на видео          |
| 2000 | Отступники                            | The Opportunists                                     | Вик Келли                       |                         |
| 2001 | Скотланд, Пенсильвания                | Scotland, Pa.                                        | лейтенант Макдафф               |                         |
| 2001 | Приключения Джо Грязнули              | Joe Dirt                                             | Клем                            |                         |
| 2001 | Любимцы Америки                       | America’s Sweethearts                                | Хэл Вайдман                     |                         |
| 2001 | История с ожерельем                   | The Affair of the Necklace                           | граф Калиостро                  |                         |
| 2002 | Поединок                              | Poolhall Junkies                                     | Майк                            |                         |
| 2002 | Деревенские медведи                   | The Country Bears                                    | Рид Тимпл                       |                         |
| 2002 | —                                     | Engine Trouble                                       | Расти                           | короткометражный фильм  |
| 2002 | Четверо похорон и одна свадьба        | Plots with a View                                    | Фрэнк Фитербед                  |                         |
| 2002 | Поймай меня, если сможешь             | Catch Me if You Can                                  | Фрэнк У. Эбигнейл               |                         |
| 2003 | Кенгуру Джекпот                       | Kangaroo Jack                                        | Сэл Маджио                      |                         |
| 2003 | Джильи                                | Gigli                                                | детектив Стэн Джейкобеллис      |                         |
| 2003 | Сокровище Амазонки                    | The Rundown                                          | Хэтчер                          |                         |
| 2004 | Гнев                                  | Man on Fire                                          | Пол Рейберн                     |                         |
| 2004 | Чёрная зависть                        | Envy                                                 | Джей                            |                         |
| 2004 | Степфордские жёны                     | The Stepford Wives                                   | Майк Уэллингтон                 |                         |
| 2004 | Свихнувшиеся                          | Around the Bend                                      | Тёрнер Лэйр                     |                         |
| 2005 | Незваные гости                        | Wedding Crashers                                     | секретарь Уильям Клири          |                         |
| 2005 | Любовь и сигареты                     | Romance and Cigarettes                               | кузен Бо                        |                         |
| 2005 | Домино                                | Domino                                               | Марк Хайсс                      |                         |
| 2006 | Клик: С пультом по жизни              | Click                                                | Морти                           |                         |
| 2006 | Затемнение                            | Fade to Black                                        | Брюстер                         |                         |
| 2006 | Человек года                          | Man of the Year                                      | Джек Менкен                     |                         |
| 2007 | Лак для волос                         | Hairspray                                            | Уилбер Тернблад                 |                         |
| 2007 | Шары ярости                           | Balls of Fury                                        | Фенг                            |                         |
| 2008 | —                                     | Disaster! A Major Motion Picture Ride… Starring You! | Фрэнк Кинкейд                   | короткометражный фильм  |
| 2008 | Легенда Хэрроу-Вудс                   | The Legend of Harrow Woods                           | Ворон                           | сразу на видео; озвучка |
| 2008 | Пять долларов в день                  | $5 a Day                                             | Нэт Паркер                      |                         |
| 2009 | Кража в музее                         | The Maiden Heist                                     | Роджер Барлоу                   |                         |
| 2010 | Ирландец                              | Kill the Irishman                                    | Алекс «Шондор» Бирнс            |                         |
| 2011 | Тёмная лошадка                        | Dark Horse                                           | Джеки                           |                         |
| 2012 | Медовый месяц                         | Life’s a Beach                                       | Рой Каллахан                    |                         |
| 2012 | Семь психопатов                       | Seven Psychopaths                                    | Ханс Кесловски                  |                         |
| 2012 | Прощальный квартет                    | A Late Quartet                                       | Питер Митчелл                   |                         |
| 2012 | Реальные парни                        | Stand Up Guys                                        | Док                             |                         |
| 2013 | Власть убеждений                      | The Power of Few                                     | Доук                            |                         |
| 2013 | Игры богов                            | Gods Behaving Badly                                  | Зевс                            |                         |
| 2014 | Парни из Джерси                       | Jersey Boys                                          | Джип Декарло                    |                         |
| 2015 | Когда я снова проживу свою жизнь      | One More Time                                        | Пол                             |                         |
| 2015 | Приключения Джо Грязнули 2            | Joe Dirt 2: Beautiful Loser                          | Клем                            | сразу на видео          |
| 2015 | Семья Фэнг                            | The Family Fang                                      | Калеб Фэнг                      |                         |
| 2016 | Эдди «Орёл»                           | Eddie the Eagle                                      | Уоррен Шарп                     |                         |
| 2016 | Книга джунглей                        | The Jungle Book                                      | Король Луи                      | мультфильм; озвучка     |
| 2016 | Девять жизней                         | Nine Lives                                           | Феликс Перкинс                  |                         |
| 2017 | Кто наш папа, чувак?                  | Bastards                                             | доктор Уолтер Тинклер           |                         |
| 2018 | Незаменимый ты                        | Irreplaceable You                                    | Майрон                          |                         |
| 2019 | Дальше некуда                         | The Jesus Rolls                                      | Уорден                          |                         |
| 2020 | Дедушка НЕлёгкого поведения           | War with Grandpa                                     | Джерри                          |                         |
| 2020 | Перси                                 | Percy                                                | Перси Шмайстер                  |                         |
| 2020 | Дикая парочка                         | Wild Mountain Thyme                                  | Тони Райли                      |                         |
| 2024 | Дюна: Часть вторая                    | Dune: Part Two                                       | падишах-император Шаддам IV     |                         |

### Телевидение
| Год       | Название на русском             | Оригинальное название               | Роль                          | Примечания                                            |
| --------- | ------------------------------- | ----------------------------------- | ----------------------------- | ----------------------------------------------------- |
| 1953      | —                               | The Wonderful John Acton            | Кевин Эктон                   | эпизод: Uncle Terrence Balances the Books             |
| 1954      | —                               | The Motorola Television Hour        | н/д                           | эпизод: The Muldoon Matter                            |
| 1954—1956 | Направляющий свет               | Guiding Light                       | Майк Бауэр                    | телесериал                                            |
| 1960      | —                               | Deadline                            | Марти                         | эпизод: The Cave                                      |
| 1963      | Обнажённый город                | Naked City                          | Брайан Траст / Крис Джоханнис | телесериал; 2 эпизода                                 |
| 1966      | Босиком в Афинах                | Barefoot in Athens                  | Лампрокл                      | телефильм                                             |
| 1969      | Три мушкетёра                   | The Three Musketeers                | Фелтон                        | телефильм                                             |
| 1970      | Театр NET                       | NET Playhouse                       | молодой человек               | эпизод: Thoughts of the Artist on Leaving the Sixties |
| 1970      | Гавайи 5-O                      | Hawaii Five-O                       | Уолт Креймер                  | эпизод: Run, Johnny, Run                              |
| 1972      | Клетка счастья                  | The Happiness Cage                  | Джеймс Риз                    | телефильм                                             |
| 1975      | —                               | Valley Forge                        | гессенец                      | телефильм                                             |
| 1977      | Коджак                          | Kojak                               | Бен Уайли                     | эпизод: Kiss It All Goodbye                           |
| 1982      | Американский театр              | American Playhouse                  | Гарри Нэш                     | эпизод: Who Am I This Time?                           |
| 1991      | Сара, высокая и простая женщина | Sarah, Plain And Tall               | Джейкоб Уиттинг               | телефильм                                             |
| 1993      | Американская сага               | Skylark                             | Джейкоб Уиттинг               | телефильм                                             |
| 1993      | Мошенничество                   | Scam                                | Джек Шенкс                    | телефильм                                             |
| 1999      | Вендетта                        | Vendetta                            | Джеймс Хьюстон                | телефильм                                             |
| 1999      | Конец зимы                      | Sarah, Plain and Tall: Winter’s End | Джейкоб Уиттинг               | телефильм                                             |
| 2002      | Юлий Цезарь                     | Julius Caesar                       | Катон                         | мини-сериал; основная роль                            |
| 2009      | Студия 30                       | 30 Rock                             | в роли самого себя            | эпизод: Audition Day; озвучка                         |
| 2014      | Теркс и Кайкос                  | Turks & Caicos                      | Кёртис Пеллисье               | телефильм                                             |
| 2014      | Питер Пэн                       | Peter Pan Live!                     | капитан Крюк                  | телефильм                                             |
| 2021—2022 | Нарушители                      | The Outlaws                         | Фрэнк                         | телесериал; основная роль                             |
| 2022      | Разделение                      | Severance                           | Берт                          | телесериал; основная роль                             |

### Игры
| Год  | Название                   | Роль                      | Примечания |
| ---- | -------------------------- | ------------------------- | ---------- |
| 1996 | Privateer 2: The Darkening | Дэвид Хассан              |            |
| 1996 | Ripper                     | детектив Винс Магнотта    |            |
| 2003 | True Crime: Streets of LA  | Джордж                    |            |
| 2005 | True Crime: New York City  | агент ФБР Гэбриел Уиттинг |            |

### Музыкальные видео
| Год  | Название         | Исполнитель | Роль               |
| ---- | ---------------- | ----------- | ------------------ |
| 1993 | Bad Girl         | Мадонна     | ангел              |
| 2000 | Weapon of Choice | Fatboy Slim | бизнесмен          |
| 2017 | Bye Bye Bye      | Bai Brands  | в роли самого себя |

## Премии и награды

### Награды
- Премия «Оскар»
  - 1979 — лучшая мужская роль второго плана, за фильм «Охотник на оленей»
- Премия BAFTA
  - 2003 — лучшая мужская роль второго плана, за фильм «Поймай меня, если сможешь»
- Премия Гильдии киноактёров США
  - 2003 — лучшая мужская роль второго плана, за фильм «Поймай меня, если сможешь»

### Номинации
- Премия «Золотой глобус»
  - 1979 — лучшая мужская роль второго плана, за фильм «Охотник на оленей»
- Премия BAFTA
  - 1980 — лучшая мужская роль второго плана, за фильм «Охотник на оленей»
- Премия «Эмми»
  - 1991 — лучшая мужская роль (мини-сериал или фильм), за фильм «Сара, высокая и простая женщина»
- Премия «Оскар»
  - 2003 — лучшая мужская роль второго плана, за фильм «Поймай меня, если сможешь»
- Премия «Золотая малина»
  - 2003 — худшая мужская роль второго плана — «Деревенские медведи»
  - 2004 — худшая мужская роль второго плана — «Джильи»